# Кодру (Сучава)
Кодру (рум. Codru) — село у повіті Сучава в Румунії. Адміністративно підпорядковане місту Кажвана.
Село розташоване на відстані 365 км на північ від Бухареста, 19 км на північний захід від Сучави, 134 км на північний захід від Ясс.

## Населення
За даними перепису населення 2002 року у селі проживали 135 осіб, усі — румуни. Усі жителі села рідною мовою назвали румунську.